# Đài Phát thanh – Truyền hình Bến Tre
Đài Phát thanh – Truyền hình Bến Tre là đơn vị sự nghiệp trực thuộc Ủy ban nhân dân tỉnh Bến Tre.. Trong quá trình hoạt động, đài được nhà nước tặng 8 huân chương lao động hạng III năm 1979, huân chương lao động hạng II năm 2000, cùng nhiều bằng khen và cờ thi đua xuất sắc của Đài Truyền hình Việt Nam và Đài Tiếng nói Việt Nam.

## Lịch sử
Đúng 5h ngày 7 tháng 3 năm 1977, Đài Phát thanh Bến Tre được thành lập, là một trong những tờ báo nói ra đời sớm nhất trong khu vực. Đài được phát trên tần số AM 930 KHz, công suất 5 kW. Thời gian phát sóng: buổi sáng từ 5h đến 6h, buổi trưa từ 11h30 đến 12h30, buổi tối từ 19h đến 20h.
Ngày 22 tháng 7 năm 1985, Đài được đổi tên thành Đài Phát thanh – Truyền hình Bến Tre, đảm nhận thêm nhiệm vụ cộng tác với Đài Truyền hình Cần Thơ và Đài Truyền hình Thành phố Hồ Chí Minh, mỗi ngày Đài chỉ phát sóng 30 phút gồm chương trình thời sự và văn nghệ.
Để thực hiện tốt hơn nữa nhiệm vụ chính trị trong giai đoạn mới, ngày 2 tháng 9 năm 1995, Đài chính thức phát hình chương trình địa phương và tiếp sóng Đài Truyền hình Việt Nam trên kênh 23 UHF. Năm 1999, Đài được đầu tư xây dựng tháp ăng-ten với chiều cao 145 mét, góp phần đưa sóng phát thanh của đài tỏa rộng ra nhiều tỉnh thành trong khu vực.
Năm 2002, khu trung tâm kỹ thuật quy mô 5 tầng, với đầy đủ các phòng chức năng, phim trường và thiết bị kỹ thuật để sản xuất các chương trình phát thanh, truyền hình và văn nghệ giải trí được hoàn thành đưa vào sử dụng. Đây được xem là dấu mốc quan trọng của Đài trong việc đầu tư cơ sở vật chất, tạo điều kiện thuận lợi cho việc sản xuất các chương trình của đài.
Năm 2003, đài tiếp tực được đầu tư xe truyền hình màu lưu động viba số. Năm 2006, việc trang bị 10 camera kỹ thuật số và nhiều bộ dựng phi tuyến, đã góp phần nâng cao chất lượng các chương trình truyền hình do đài sản suất. Năm 2009, đài cũng đã đưa vào hoạt đông mạng LAN, audio, video kết nối giữa hậu kỳ và phát sóng.
Năm 2008, đài đưa vào phát sóng kênh FM 97,9 MHz với máy phát 10 kW. Thời gian đầu phát 2 buổi: Sáng trưa từ 5h đến 13h, Chiều tối 16h đến 21h, về sau từ năm 2010 phát với thời lượng liên tục từ 5h đến 22h và từ năm 2019 là từ 5h đến 22h30 hằng ngày. Đồng thời cải tạo máy phát thanh AM lên 10 kW và phát trên tần số 1098 KHz, phát sóng một thời gian thì máy phát gặp sự cố, do không có kinh phí sửa chữa nên đài ngừng phát sóng AM. Kể từ đây, sóng FM là sóng phát thanh chính của đài.
Nhằm từng bước hiện đại hóa cơ sở vật chất kỹ thuật theo tiêu chuẩn của ngành truyền hình Việt Nam đồng thời đưa truyền hình Bến Tre trở thành một kênh thông tin nhanh nhạy, hiệu quả góp phần quảng bá hình ảnh quê hương và con người Bến Tre đến với đông đảo bạn bè trong nước và quốc tế, sau một thời gian lên sóng thử nghiệm ngày 21 tháng 3 năm 2014, Đài chính thức phát sóng quảng bá kênh truyền hình Bến Tre trên vệ tinh Vinasat-1. Đây là nỗ lực đáng ghi nhận và là điểm nhấn quan trọng trong sự nghiệp phát thanh - truyền hình Bến Tre. Kể từ đây, cả nước đều có thể xem được các chương trình trên sóng truyền hình của đài.
Năm 2016, đài đầu tư trang bị hệ thống phim trường ảo đem đến nhiều thuận tiện góp phần cải tiến đáng kể chất lượng các chương trình, tăng sức hấp dẫn đối với người xem.
Từ ngày 15 tháng 8 năm 2017, Đài dừng phát sóng truyền hình tương tự mặt đất để chuyển sang phát sóng số mặt đất theo tiêu chuẩn HD.
Ngày 8 tháng 1 năm 2022, Đài phát sóng kênh THBT với chuẩn HD trên vệ tinh Vinasat-1. và kênh 27 UHF.
Ngày 13 tháng 3 năm 2022, đài ngừng phát sóng trên kênh 34 UHF, do đã chuyển tần số phát từ trước đó.
Từ ngày 1 tháng 7 năm 2025, thực hiện Đề án sắp xếp đơn vị hành chính cấp tỉnh năm 2025. Theo đó, sáp nhập tỉnh Bến Tre và tỉnh Vĩnh Long, tỉnh Trà Vinh, lấy tên gọi sau sáp nhập là tỉnh Vĩnh Long. Do đó, kênh THBT của Đài PT-TH Bến Tre sẽ chính thức ngừng phát sóng và tiếp sóng kênh THVL2 của Báo và Đài PT-TH Vĩnh Long. Trụ sở hiện tại của kênh được chuyển làm Trung tâm Sản xuất chương trình của kênh THVL7.

## Nhạc hiệu và lời xướng
Đầu buổi phát sóng mỗi ngày trên kênh phát thanh của Đài đều có phát một đoạn nhạc không lời gọi là "nhạc hiệu" của Đài cùng một câu giới thiệu tên gọi và vị trí của Đài được gọi là "lời xướng" do các phát thanh viên gồm một nam và một nữ lần lượt đọc. Nhạc hiệu của Đài là bài "Tiểu đoàn 307" của cố nhạc sỹ Nguyễn Hữu Trí, được dùng từ khi thành lập Đài cho đến nay.
Lời xướng dùng từ 1977 - 2013:
| “ | Đây là Đài Phát thanh Bến Tre. | ” |

Lời xướng dùng từ 2008 - 20/6/2023:
| “ | Đây là Đài Phát thanh Bến Tre, phát trên sóng FM tần số 97,9 MHz. | ” |

Lời xướng dùng từ 21/6/2023 - 30/6/2025:
| “ | Đây là Đài Phát thanh - Truyền hình Bến Tre, phát trên sóng FM tần số 97,9 MHz. | ” |

Buổi phát sóng thời sự PT Bến Tre, nhạc hiệu và lời xướng sẽ khác đi một chút vẫn là do các phát thanh viên gồm một nam và một nữ lần lượt đọc:
| “ | Đây là Đài Phát thanh - Truyền hình Bến Tre. | ” |

## Lãnh đạo và phòng chức năng

### Lãnh đạo
- Giám đốc: Nguyễn Hữu Thọ.
- Phó Giám đốc: Cao Ngọc Dương, Lê Văn Phết.

### Phòng chức năng
- Phòng Biên tập Thời sự - Chuyên mục
- Phòng Dịch vụ - Quảng cáo
- Phòng Tổ chức Hành chính
- Phòng Sản xuất chương trình
- Phòng Kỹ thuật - Công nghệ

## Các kênh

### Phát thanh:
- Trước đây đài từng phát sóng trên các tần số: AM 930 KHz, AM 1098 KHz nhưng đều đã dừng phát sóng sau đó do máy phát gặp sự cố mà không có kinh phí sữa chữa. Vì vậy nên sóng phát thanh FM 97,9 MHz[2] lên sóng năm 2008 là kênh phát thanh chính duy nhất của Đài sau khi hạ sóng các kênh AM. Kênh phát thanh phát sóng từ 5h đến 22h30 với các chương trình thời sự, chuyên mục, giải trí hấp dẫn.

### Truyền hình:
- 'Lên sóng ngày 22 tháng 7 năm 1985 với tên gọi ban đầu là BTV, phát sóng với thời lượng từ 18h30 đến 21h30. Từ năm 1993 phát sóng từ 14h đến 22h trên kênh 23 UHF. Hiện đài đang phát sóng thời lượng từ 5h15 đến khoảng 23h với việc phong phú hơn các chương trình thời sự, chuyên mục, giải trí đặc sắc.

## Thời lượng phát sóng
- 22/07/1985 - 21/07/1987: 18h00 - 21h30 hàng ngày.
- 22/07/1987 - 31/12/1989: 17h00 - 22h00 hàng ngày.
- 01/01/1990 - 31/12/1992: 16h00 - 22h00 hàng ngày.
- 01/01/1993 - 31/12/1996: 14h00 - 22h00 hàng ngày.
- 01/01/1997 - 31/12/1999: 12h00 - 22h00 hàng ngày.
- 01/01/2000 - 01/09/2001: 06h00 - 22h00 hàng ngày, tiếp sóng VTV3  của Đài Truyền hình Việt Nam từ 12h00 - 14h00 và phát sóng thêm giải bóng đá cúp C1 Châu Âu vào lúc 01h45 hoặc 02h45.
- 02/09/2001 - 31/12/2018: 05h30 - 22h40 hàng ngày.
- 01/01/2019 - 29/12/2019 và 28/12/2020 - 11/02/2021: 05h30 - 22h45 hàng ngày.
- 30/12/2019 - 27/12/2020: 06h00 - 22h45 hàng ngày.
- 12/02/2021 - 25/07/2021: 05h15 - 22h45 hàng ngày.
- 26/07/2021 - 10/11/2021: 05h15 - 23h05 hàng ngày.
- 11/11/2021 - 31/12/2021: 05h15 - 23h15 hàng ngày.
- 01/01/2022 - 30/06/2025: 05h15 khoảng 23h00 hàng ngày, do một số thời điểm kênh tắt sóng sớm hơn hoặc trễ hơn.

## Hạ tầng phát sóng
- VTVcab: Kênh 326, Kênh 07
- HTVC: Kênh 93, Kênh 51
- SCTV: Kênh 90
- AVG: Kênh 70 (DTT Miền Nam Kênh 45 UHF)
- Vinasat-1: Kênh 49
- Viettel TV: Kênh 105
- FPT Play: Kênh 121
- MyTV: Kênh 711